# TJ Baník Hrdlovka
Tělovýchovná jednota Baník Důl President Gottwald Hrdlovka byl poslední název fotbalového klubu ze zaniklé obce Hrdlovka. Oddíl zanikl po sezoně 1968/69 sloučením s TJ Baník Osek do TJ Baník DPG Osek.
Největším úspěchem klubu byla druholigová účast v ročnících 1951 a 1964/65. Třetí nejvyšší soutěže se účastnil naposled v sezoně 1967/68.
Svá domácí utkání hrál v Hrdlovce.

## Historické názvy
Zdroj: 
- 19?? – Hornický SK Hrdlovka (Hornický sportovní klub Hrdlovka)
- 1948 – ZSJ DPG Hrdlovka (Závodní sokolská jednota Důl President Gottwald Hrdlovka)
- 1953 – DSO Baník DPG Hrdlovka (Dobrovolná sportovní organisace Baník Důl President Gottwald Hrdlovka)
- 1957 – TJ Baník DPG Hrdlovka (Tělovýchovná jednota Baník Důl President Gottwald Hrdlovka)
- 1969 – zanikl sloučením s TJ Baník Osek do TJ Baník DPG Osek

## Historie
Poprvé se druhé nejvyšší soutěže účastnil v ročníku 1951 v rámci Ústeckého kraje, jelikož celostátní II. liga byla po sezoně 1950 zrušena (obnovena 1953) a o start v nejvyšší soutěži se utkávali krajští přeborníci. O postup do druhé ligy v sezoně 1963/64 se zasloužili hráči Rosecký, Gröschel, Bala, Ungr, Hofman, Jindřich Kubrycht, Jiří Kubrycht, Kadeřábek, Herbst, František Homolka, Hereit, Zdeněk Homolka a Mikeš. Toto mužstvo trénoval bývalý brankář Teplic Slavoj Havlíček a vedl je i ve druholigovém ročníku 1964/65.
Od roku 1963 začala obec postupně ustupovat těžbě uhlí, fotbalový klub zanikl po sezoně 1968/69 sloučením s Baníkem Osek.

## Umístění v jednotlivých sezonách
Stručný přehled
Zdroj: 
- 1945–1947: I. A třída Radějovy severozápadočeské župy footballové
- 1951: Krajská soutěž – Ústí nad Labem
- 1953–1954: Krajská soutěž – sk. B
- 1955: Krajská soutěž – sk. D
- 1956–1960: I. A třída Ústeckého kraje
- 1960–1961: Severočeský krajský přebor
- 1961–1962: I. třída Severočeského kraje
- 1962–1964: Severočeský krajský přebor
- 1964–1965: II. liga – sk. A
- 1965–1968: Divize B
- 1968–1969: Severočeský oblastní přebor

Jednotlivé ročníky
Zdroj: 
Legenda: Z – zápasy, V – výhry, R – remízy, P – porážky, VG – vstřelené góly, OG – obdržené góly, +/− – rozdíl skóre, B – body, červené podbarvení – sestup, zelené podbarvení – postup, fialové podbarvení – reorganizace, změna skupiny či soutěže
| Československo (1945 – 1969) |                                                    |        |    |     |     |     |     |     |     |    |        |
| Sezóny                       | Liga                                               | Úroveň | Z  | V   | R   | P   | VG  | OG  | +/− | B  | Pozice |
| 1945/46                      | I. A třída Radějovy severozápadočeské župy         | 3      | 26 | 9   | 2   | 15  | 58  | 87  | −29 | 20 | 12.    |
| 1946/47                      | I. A třída Radějovy severozápadočeské župy         | 3      | 30 | 14  | 3   | 13  | 68  | 73  | −5  | 31 | 6.     |
| 1947/48                      | I. A třída Radějovy severozápadočeské župy         | 3      | 30 | 14  | 4   | 12  | 64  | 78  | −14 | 32 | 8.     |
| 1948                         | I. A třída Radějovy severozápadočeské župy – sk. B | 4      | 11 | 6   | 2   | 3   | 37  | 20  | +17 | 14 | 3.     |
| 1949                         | I. třída Ústeckého kraje                           | 3      | 26 | 9   | 9   | 8   | 49  | 43  | +6  | 27 | 5.     |
| 1950                         | I. třída Ústeckého kraje                           | 4      | 26 | 15  | 1   | 10  | 61  | 51  | +10 | 31 | 4.     |
| 1951                         | Krajská soutěž – Ústí nad Labem                    | 2      | 18 | 4   | 5   | 9   | 33  | 63  | −30 | 13 | 10.    |
| ...                          |                                                    |        |    |     |     |     |     |     |     |    |        |
| 1953                         | Krajská soutěž – sk. B                             | 4      | 22 | 5   | 6   | 11  | 47  | 53  | −6  | 16 | 10.    |
| 1954                         | Krajská soutěž – sk. B                             | 4      | 22 | ... | ... | ... | ... | ... | ... |    |        |
| 1955                         | Krajská soutěž – sk. D                             | 4      | 22 | 16  | 3   | 3   | 95  | 32  | +63 | 35 | 1.     |
| 1956                         | I. A třída Ústeckého kraje                         | 4      | 22 | ... | ... | ... | ... | ... | ... |    |        |
| 1957/58                      | I. A třída Ústeckého kraje                         | 4      | 33 | 16  | 6   | 11  | 85  | 72  | +13 | 38 | 3.     |
| 1958/59                      | I. A třída Ústeckého kraje                         | 4      | 26 | 14  | 3   | 9   | 67  | 52  | +15 | 31 | 4.     |
| 1959/60                      | I. A třída Ústeckého kraje                         | 4      | 26 | 13  | 8   | 5   | 58  | 26  | +32 | 34 | 2.     |
| 1960/61                      | Severočeský krajský přebor                         | 3      | 22 | 8   | 4   | 10  | 33  | 40  | −7  | 20 | 10.    |
| 1961/62                      | I. třída Severočeského kraje                       | 4      | 22 | ... | ... | ... | ... | ... | ... |    | 1.     |
| 1962/63                      | Severočeský krajský přebor                         | 3      | 26 | 9   | 5   | 12  | 45  | 49  | −4  | 23 | 10.    |
| 1963/64                      | Severočeský krajský přebor                         | 3      | 26 | 16  | 5   | 5   | 69  | 33  | +36 | 37 | 1.     |
| 1964/65                      | II. liga – sk. A                                   | 2      | 26 | 6   | 7   | 13  | 32  | 57  | −25 | 19 | 12.    |
| 1965/66                      | Divize B                                           | 3      | 26 | 10  | 6   | 10  | 43  | 35  | +8  | 26 | 7.     |
| 1966/67                      | Divize B                                           | 3      | 26 | 5   | 7   | 14  | 30  | 44  | −14 | 17 | 12.    |
| 1967/68                      | Divize B                                           | 3      | 26 | 7   | 6   | 13  | 21  | 54  | −33 | 20 | 13.    |
| 1968/69                      | Severočeský oblastní přebor                        | 4      | 26 | 9   | 1   | 16  | 36  | 60  | −24 | 19 | 10.    |

## DSO Baník DPG Hrdlovka „B“
DSO Baník DPG Hrdlovka „B“ byl rezervním týmem klubu, který se pohyboval převážně v okresních soutěžích.

### Umístění v jednotlivých sezonách
Stručný přehled
Zdroj: 
- 1956: I. B třída Ústeckého kraje – sk. D

Jednotlivé ročníky
Zdroj: 
Legenda: Z – zápasy, V – výhry, R – remízy, P – porážky, VG – vstřelené góly, OG – obdržené góly, +/− – rozdíl skóre, B – body, červené podbarvení – sestup, zelené podbarvení – postup, fialové podbarvení – reorganizace, změna skupiny či soutěže
| Československo (1956) |                                    |        |    |   |   |    |    |     |     |   |        |
| Sezóny                | Liga                               | Úroveň | Z  | V | R | P  | VG | OG  | +/− | B | Pozice |
| 1956                  | I. B třída Ústeckého kraje – sk. D | 5      | 22 | 2 | 1 | 19 | 15 | 107 | −92 | 5 | 11.    |